# Clifton (Australia)
Clifton – miasto w Australii, w stanie Queensland.